# Wülfing-Museum

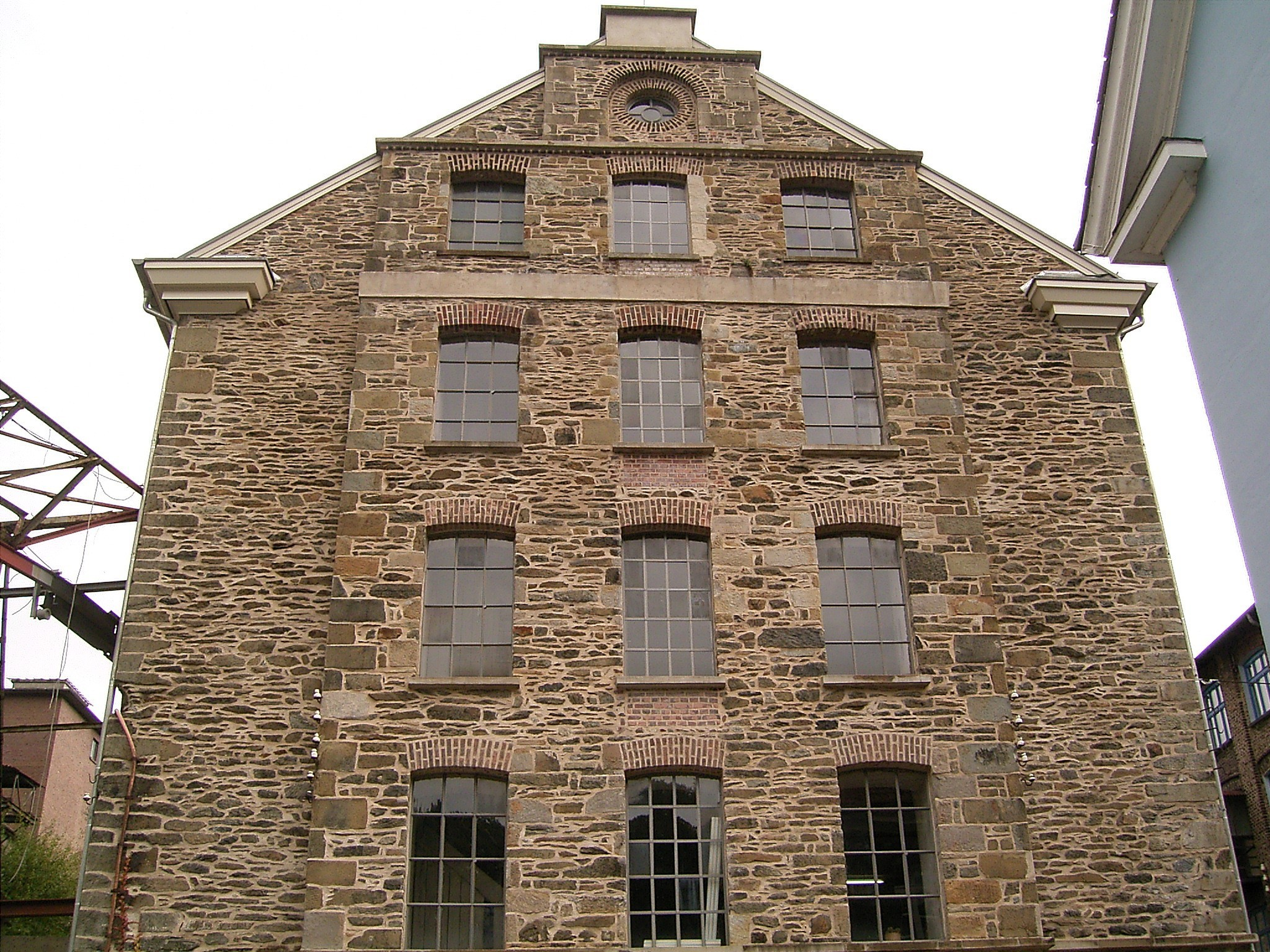
Die restaurierte Fassade des Museums

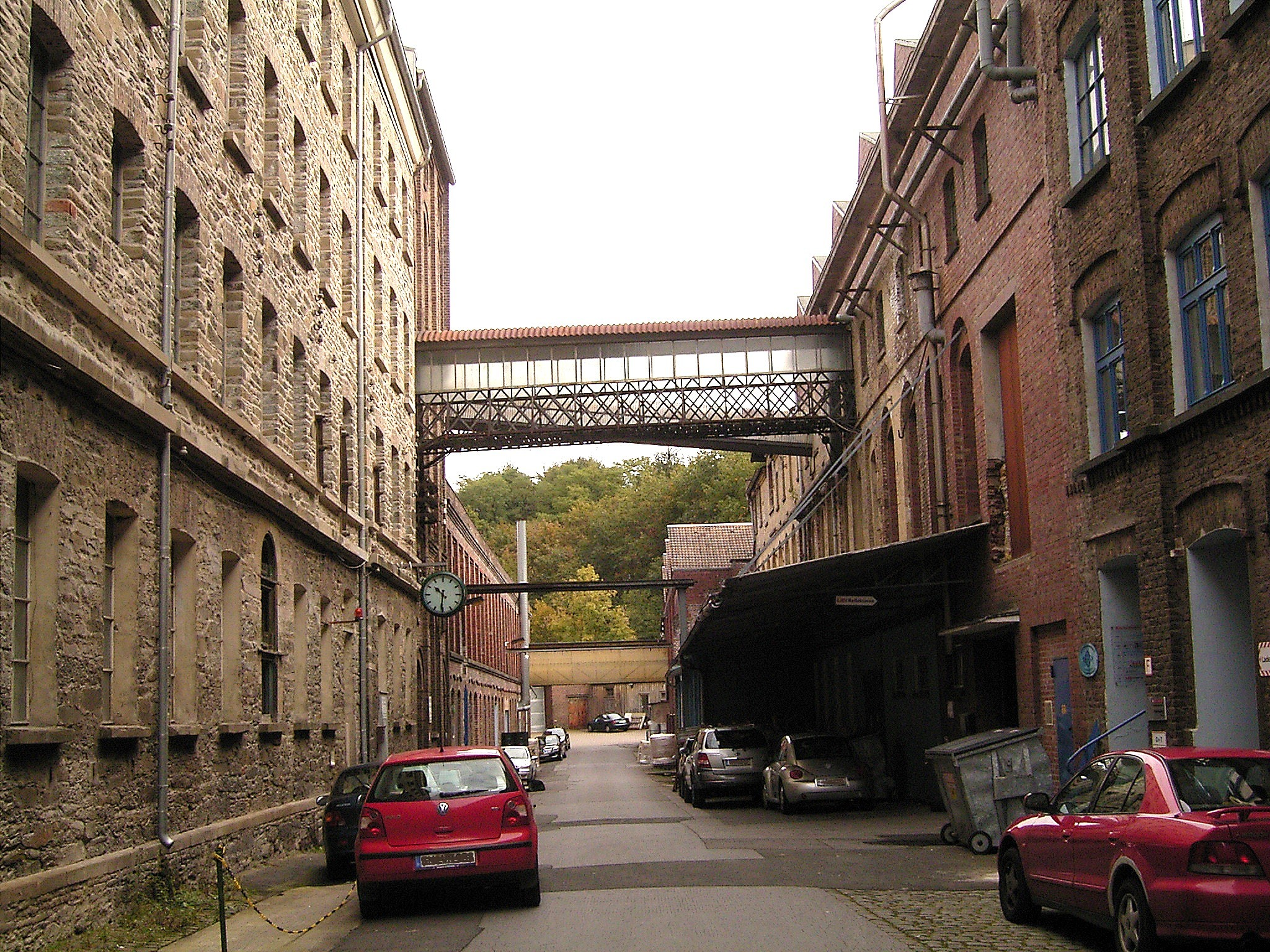
Links das Museum und rechts wieder gewerblich genutzte Gebäude

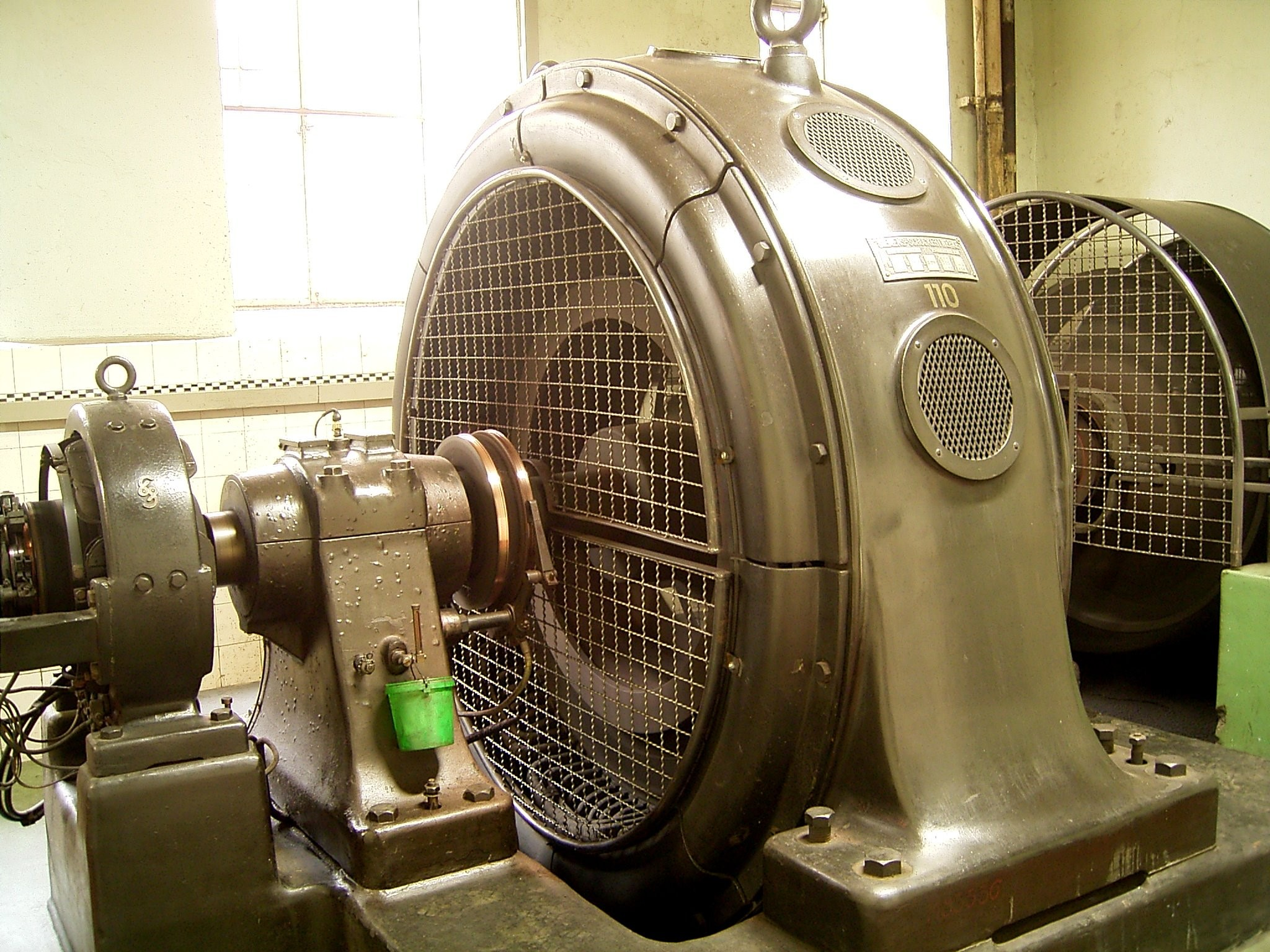
Der Generator des Wasserkraftwerkes erzeugt auch heute noch Strom

Das Wülfing-Museum ist ein Textiltechnikmuseum auf dem Gelände der ehemaligen Tuchfabrik „Johann Wülfing & Sohn“ in Radevormwald-Dahlerau im Oberbergischen Kreis in Nordrhein-Westfalen, Deutschland.

## Firma Johann Wülfing & Sohn als Namensgeber
Das Unternehmen wurde 1674 in Lennep gegründet. Auf Grund der napoleonischen Kontinentalsperre zogen die damaligen Eigentümer um 1806 an die Wupper in den heutigen Ortsteil Dahlerau, wegen der hier günstig zu errichtenden Wasserräder. Im Zuge der Industriellen Revolution wuchs der Produktionsstandort kontinuierlich an, die Wasserkraftanlagen wurden nach und nach durch Dampfmaschinen und moderne Laufwasserkraftwerke ersetzt.
Im Ensemble der ehemaligen Tuchfabrik befindet sich ein Gebäude aus dem Jahre 1838, das bis zur Insolvenz  des Unternehmens das älteste in Betrieb befindliche Fabrikgebäude Deutschlands war. In unmittelbarer Nähe zur Fabrik baute das Unternehmen viele Werkswohnungen, so dass an dieser Stelle ein eigener kleiner Ort entstand, mit all den sozialen Einrichtungen, die dazu gehören, wie Läden, Post und Bahnhof, Kindergarten und Badeanstalt.
Bis zur Einstellung des Betriebes 1996 produzierten Johann Wülfing & Sohn hochwertige Wolltuche aus Kammgarnen, gemischt mit ebenso hochwertigen synthetischen Fasern. Das Unternehmen verarbeitete seine Materialien vom Rohstoff bis hin zur fertigen Kleinserie eines Herrenanzuges als Warenmuster für die Konfektion. Der Grund für diesen Erfolg lag in der langen Unternehmenstradition, beispielsweise unterhielt Johann Wülfing & Sohn ein großes Archiv für Stoffproben, aus dem immer wieder neue modische Trends für die kommende Saison geschöpft werden konnten. Zu diesem Zweck legte man eine Kollektion von etwa 1000 Mustern auf, die in der hauseigenen Musterweberei produziert wurden. Aus den Stoffproben fertigte man Herrenanzüge der unterschiedlichsten Größen. Die Kunden des Unternehmens begutachteten die produzierten Kleidungsstücke und wählten dann etwa 200 Muster aus, die dann in Großserie hergestellt wurden. Nicht mehr benötigte Anzüge wurden ab Werk an Endkunden verkauft.
Der letzte Eigentümer des Unternehmens war der Radevormwalder Ehrenbürger Fritz Hardt.

## Das Unternehmen als frühes Elektrizitätswerk
Wegen der erheblichen Brandgefahr in den Produktionsstätten wurde in den Wülfingschen Betrieben schon sehr früh die elektrische Beleuchtung eingeführt. Der dazu notwendige elektrische Strom wurde mit Hilfe der im Unternehmen vorhandenen Wasserturbinen und Dampfmaschinen sowie an die Transmissionen angeschlossenen Generatoren erzeugt. Der Überschuss an Drehstrom von bis zu 140 kW bei 5.000 Volt wurde in das im Aufbau befindliche Stromnetz abgegeben, das in der Zeit bis 1911 ebenfalls dem Unternehmen gehörte. Der Generator von 1903 diente bis 1946 zur Deckung des Eigenbedarfes und wurde dann stillgelegt. Er befindet sich immer noch am Originalstandort und produziert bei Vorführungen von einem Elektromotor angetrieben den elektrischen Strom für einige Glühlampen. Eine modernisierte Francis-Turbine von 1922 ist ebenfalls noch vorhanden, die innerhalb eines Laufwasserkraftwerkes etwa 250 kW leistet.

## Museum

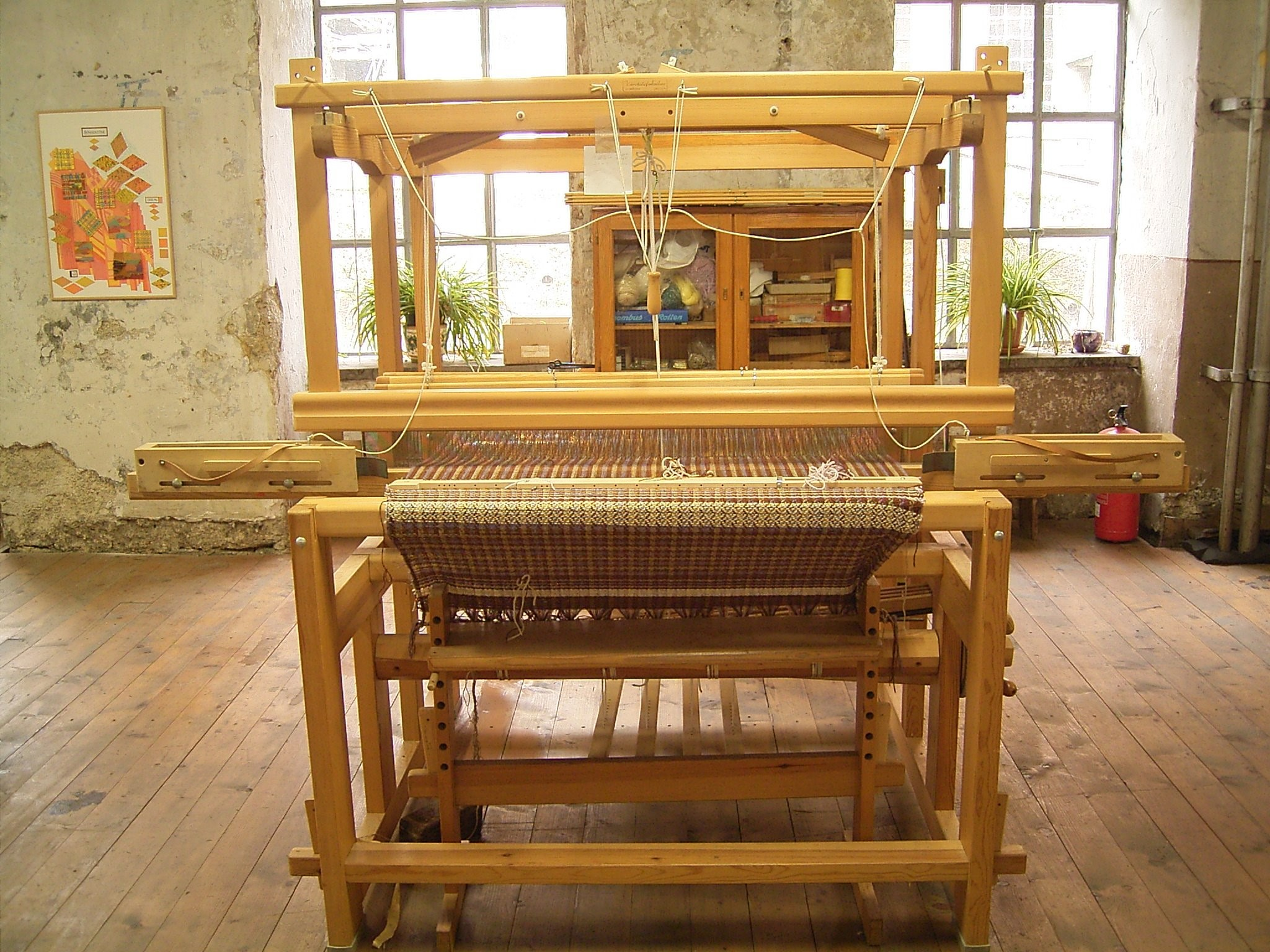
Einer von mehreren Webstühlen

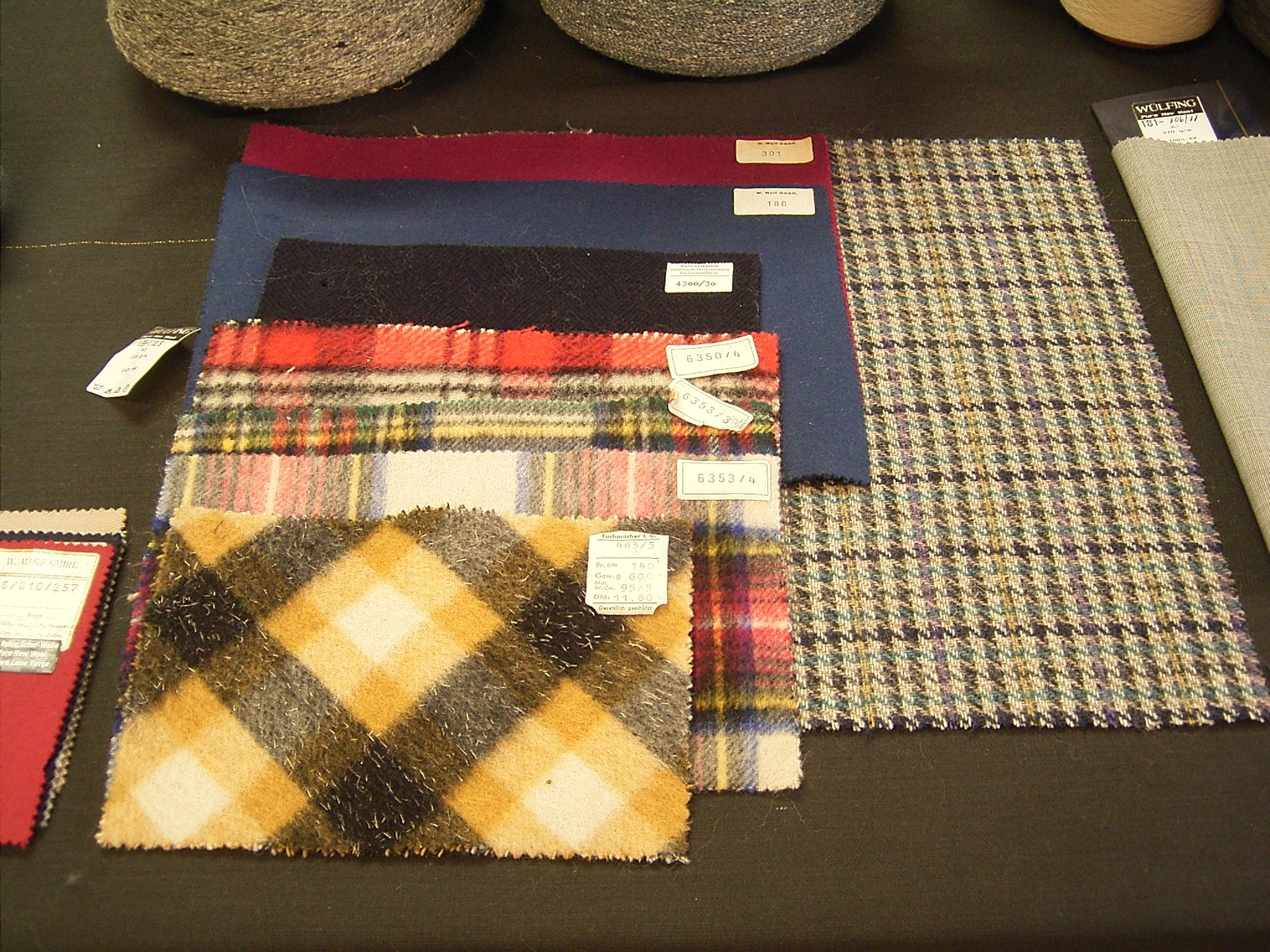
Stoffmuster zeigen die frühere Produktpalette

Die auf dem Fabrikgelände noch befindliche Dampfmaschine war eine liegende Verbund-Maschine mit zwei Zylindern. Sie wurde 1891 gebaut und war bis 1961 im Einsatz. Die über 300 PS leistende Maschine versorgte die Fabrik über Transmissionen mit mechanischer Energie und die weitere Umgebung über den ebenfalls noch vorhandenen Generator mit elektrischem Strom. Weil sich ihre Eigentümer nach ihrer Stilllegung nicht von ihr trennen mochten, blieb sie an ihrem Standort. Das Museum zeigt die Dampfmaschine mit ihrer vollständigen Ausrüstung, Maschinen zur Textilherstellung sowie als Besonderheit ein Labor zur Qualitätssicherung in der Textilindustrie. Das benachbarte noch in Betrieb befindliche Laufwasserkraftwerk von 1922 kann ebenfalls besichtigt werden. Von den Maschinen sind im Museum zwei 80 Jahre alte Jacquard-Webstühle mit Lochkartensteuerung vorhanden, die wegen ihrer flexiblen Betriebsweise schon zuvor in der Musterweberei eingesetzt wurden.
Das Museum wird von ehemaligen und heute pensionierten Mitarbeitern von Johann Wülfing & Sohn betrieben, die auf diese Art und Weise die alte Tradition fortführen.

## Wissenswertes
Auf dem weiteren Betriebsgelände, dessen Historie als Textilstadt unter diesem Begriff auf Informationstafeln an den wichtigsten Gebäuden erläutert wird, hat sich ein gemischter Gewerbepark angesiedelt, unter anderem auch eine kleine Spinnerei für Spezialtextilien.
Dahlerau und das Museum im ist Bestandteil einer Route des „Bergischen Rings“.